# Pyura haustor
Pyura haustor is een zakpijpensoort uit de familie van de Pyuridae. De wetenschappelijke naam van de soort werd in 1864 voor het eerst geldig gepubliceerd door William Stimpson als Cynthia haustor. Deze soort leeft in de kustwateren in het noordoostelijke Grote Oceaan, gehecht aan stenen of kunstmatige structuren.

## Beschrijving
Deze zakpijp is bijna net zo lang als breed en groeit uit tot ongeveer 5 bij 3,5 cm. Het is niet door een steel aan het substraat bevestigd, zoals sommige leden van dit geslacht, maar is bevestigd over een brede basis en lijkt ruwweg bolvormig, met twee duidelijke sifons die naar boven uitsteken. Deze sifons kunnen tijdens het voeren ver worden uitgerekt en kunnen ingetrokken worden als er gevaar dreigt. De mantel is taai, gerimpeld en gevouwen, en heeft geen stekelige uitsteeksels. De kleur is meestal donkerbruin, getint met rood op de sifons, maar een groot deel van het oppervlak wordt vaak verborgen door zand, schelpfragmenten of afval dat aan de mantel kleeft, of de mantel kan overgroeid zijn met andere organismen.

## Verspreiding en leefgebied
Pyura haustor is inheems in de noordoostelijke Stille Oceaan, waar zijn verspreidingsgebied zich uitstrekt van de Shumagin-eilanden in Alaska tot San Diego County, Californië, in zuidelijke richting. Het wordt gevonden bevestigd aan rotsen, pijlers, palen en drijvers, evenals aan de houvasten van kelp. Het komt voor op zowel beschutte als blootgestelde locaties, maar op de San Juan-eilanden, waar het gebruikelijk is, vermijdt het de gebieden met de sterkste stromingen. Het dieptebereik loopt van het intergetijdengebied tot ongeveer 200 meter.

## Ecologie
Net als andere zakpijpen zuigt het grote hoeveelheden water aan via zijn buccale sifon, filtert de eetbare deeltjes eruit en voert het water af via de atriale sifon. Onder de ingeslikte planktonische deeltjes bevindt zich een verscheidenheid aan larven van ongewervelde dieren, maar onderzoekers hebben ontdekt dat de activiteiten van de zakpijp niet voldoende zijn om de lokale larvale populaties aanzienlijk uit te putten. Het dieet omvat de eieren en larven van kreeftachtigen, stekelhuidigen, weekdieren en andere zakpijpen.
De eieren van deze zakpijp zijn grijs, maar er zijn tegenstrijdige berichten over de vraag of deze soort de eieren in de waterkolom bevrijdt worden of dat de ontwikkelende embryo's worden uitgebroed. De zeester Solaster stimpsoni is een roofdier van deze zakpijp. 